# Cyclophyllum marquesense
Cyclophyllum marquesense là một loài thực vật có hoa trong họ Thiến thảo. Loài này được (F.Br.) Govaerts mô tả khoa học đầu tiên năm 2008.